# Chrysler 300
300 je velika luksuzna limuzina prvi put prikazana 2003. na New York Auto Show kao koncept. Prodaja u SAD-u je počela u proljeće 2004. godine. Na nekim tržištima se zove samo 300C.

## Prva generacija
Prvi Chrysler 300 je zamijenio čak 3 modela, LHS, 300M i Concorde. Sagrađen je na Chrysler LX platformi koja je sastavljena od platforme Mercedes Benz E i S klase, također koristi i Mercedesov ESP sistem, stražnji diferencijal, 4Matic pogon na sve kotače i 5-automatski mjenjač.
Osnovni Chrysler je opremljen s 2.7 L V6 motorom snage 190 ks, ostali motori su 3.5 V6 250 ks i 340 Nm a top model se zvao 300C i imao je 5.7 L V8 snage 340 ks i 530 Nm. 300 se mogao nabaviti s SRT Design Group paketom koji je donio poboljšani ovjes, 20' kotače, sportska sjedala a 5.7 L motor je razvijao 350 ks. Najjači 300C je SRT-8 pokretan 6.1 L Hemi V8 motorom snage 425 ks, ubrzanje do 100 km/h traje 4.9 sekundi.
300C u Europi i Australiji se prodavao i kao karavan, proizvodila ga je Magna Steyr tvrtka u Austriji i uz benzince bio je dostupan i s Mercedesovim 3.0 L V6 dizelskim motorom. Mjenjači su 4 i 5 automatski.

## Druga generacija
Druga generacija je predstavljena 2010. godine na platformi LY koja je u biti nadograđena LX iz prethodnika, novi je 6-automatski mjenjač povezan s novim V6 motorem dok stari V8 ima 5 automatski. Novosti su i LED svjetla, panoramski krov i opcionalne 20' naplatke. V6 3.6 L razvija 292 ks i 350 Nm.
Dizelski motor je potvrđen a vjerojatno će se raditi o nadograđenom V6 3.0 motoru.